# Jodek potasu
Jodek potasu, KI – nieorganiczny związek chemiczny, sól potasowa kwasu jodowodorowego.
Tworzy bezbarwne kryształy łatwo rozpuszczalne w wodzie. W wyniku elektrolizy stopionego jodku potasu powstaje jod i potas.

## Zastosowanie
- używany w syntezach organicznych
- w spektroskopii
- w analizie chemicznej
- jego nieznaczne ilości dodaje się do soli kuchennej (stąd tzw. sól jodowana). Alternatywnym dodatkiem jest jodan potasu KIO3

### Zastosowania medyczne
- składnik leków: płynu Lugola (jod rozpuszczony w roztworze wodnym jodku potasu), jodyny, maści z jodkiem potasu.
- jako środek wykrztuśny działający bezpośrednio na gruczoły oskrzelowe, po podaniu doustnym może mieć też działanie odruchowe podobne do emetyny
- leczenie łagodniejszych postaci sporotrychozy.

#### Dawkowanie
Należy podawać w dawce 5,0 g/24 h, żeby zachować skuteczność wykrztuśną. Nie należy łączyć jodku potasu z innymi lekami wykrztuśnymi.